# Trieste (bathyscaphe)
Pour les articles homonymes, voir Trieste (homonymie).

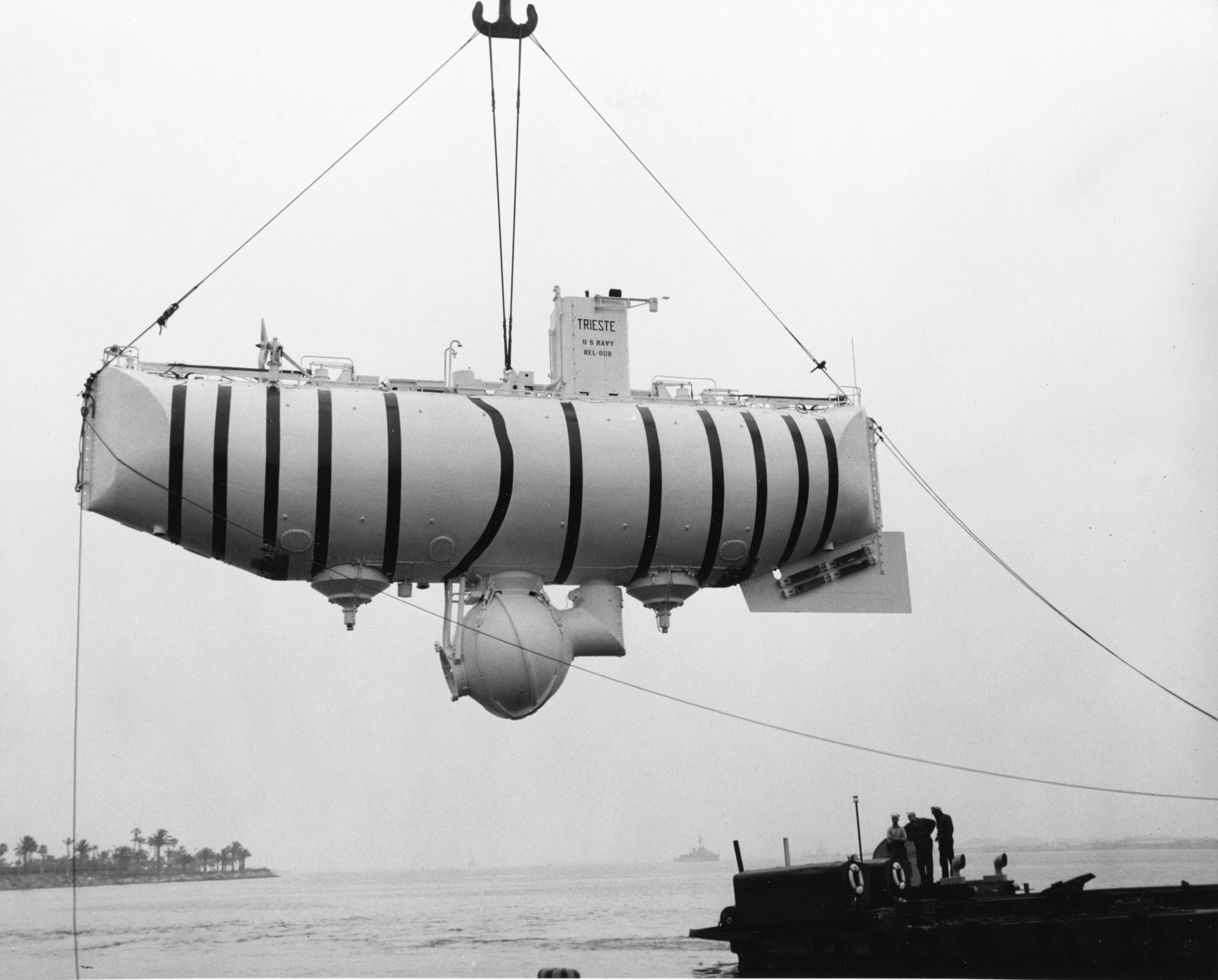
Le bathyscaphe Trieste.

Le Trieste est un bathyscaphe développé par Auguste Piccard achevé en 1953 en Italie grâce à des capitaux suisses et italiens, dont la structure a été construite en grande partie par les Cantieri Riuniti dell'Adriatico et la sphère assemblée dans un chantier de Castellammare di Stabia ainsi que par les Ateliers de constructions mécaniques de Vevey.
Lancé le 26 août 1953, il multiplie les records de plongée et il est racheté par la marine américaine en 1958. Il effectue le 23 janvier 1960, sous le pilotage de Jacques Piccard (fils d'Auguste) et de Don Walsh (officier de marine américain) une descente à 10 916 m près de Challenger Deep dans la fosse des Mariannes, établissant ainsi le record du monde de la plus profonde plongée de l'histoire. Il fait ensuite de nombreuses plongées scientifiques et militaires, limitées à 6 000 m, jusqu'en 1986. Il est actuellement exposé au U.S. Navy Museum.
Il a été remplacé par le Trieste II, maintenant exposé au United States Naval Undersea Museum dans l'État de Washington sur la côte Pacifique.
En mars 1995, le ROV Kaikō japonais de la Japan Agency for Marine-Earth Science and Technology est devenu le deuxième engin à atteindre le fond du Challenger Deep, dans la fosse des Mariannes. Le 31 mai 2009, Nereus de l’Institut océanographique de Woods Hole est devenu le troisième engin à visiter le fond du Challenger Deep, atteignant une profondeur maximale enregistrée de 10 902 mètres et, en 2012 le Deepsea Challenger.

## Dans la culture populaire
L'Aigrefin d'acier (De ijzeren schelvis en néerlandais), trente et unième album de bande dessinée de la série Bob et Bobette, créée par Willy Vandersteen, fait référence directement au Trieste autant par sa technologie (quoique l'appareil soit doté de mobilité) que par sa forme.